# 岐阜県道438号飛騨金山停車場線
岐阜県道438号飛騨金山停車場線（ぎふけんどう438ごう ひだかなやまていしゃじょうせん）とは、岐阜県下呂市内にかつて存在した一般県道である。

## 概要
国道41号および旧金山町から飛騨金山駅（金山市街地、金山振興事務所）へのアクセス路線である。
岐阜県下呂市金山町金山の上市場交差点が起点。金山市街地の商店街を飛騨川、馬瀬川合流点の金山橋に向かって東方向へ進む。下呂市金山振興事務所を左に見つつ金山橋通過後、突き当たりの三つ角を右折し飛騨金山駅が終点。

### 路線データ
- 起点：岐阜県下呂市金山町金山 上市場交差点（国道41号線交点）
- 終点：岐阜県下呂市金山町大船渡

## 沿革
- 2016年（平成28年）3月31日 ： 廃止[1]

## 地理
進路上に飛騨川、馬瀬川が流れる。金山町市街地、下呂市金山振興事務所付近を進む。

### 通過する自治体
- 岐阜県
  - 下呂市

### 主な接続道路
- 国道41号（下呂市金山町金山 上市場交差点）

### 周辺
- 飛騨金山駅（JR高山本線）
- 下呂市役所金山振興事務所
- 下呂市立金山小学校
- 関信用金庫金山支店
- ゲンキー金山店
- 金山郵便局